# Tatort: Grenzgänger
Grenzgänger ist ein Fernsehfilm aus der Fernseh-Kriminalreihe Tatort der ARD und des ORF. Der Film wurde vom WDR produziert und am 13. Dezember 1981 erstmals gesendet. Es ist die 131. Folge der Tatort-Reihe und der zweite Fall für die Kommissare Horst Schimanski (Götz George) und Christian Thanner (Eberhard Feik). Anlässlich des 40. Sendejubiläums des Duisburger Tatorts strahlte der WDR am 8. September 2020 eine in HD abgetastete und digital restaurierte Folge aus.

## Handlung

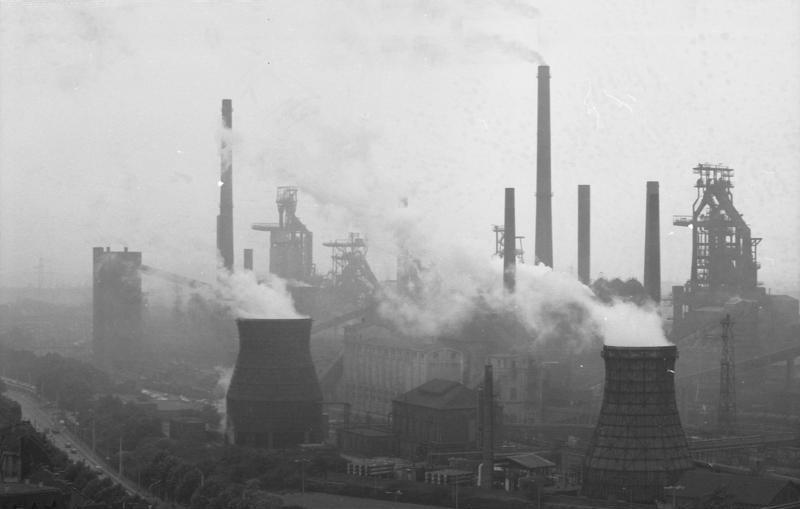
Eines der bekannten Motive in „Grenzgänger“ sowie anderen Schimanski-Filmen: die Thyssen-Werke in Duisburg

Kriminalrat Karl Königsberg informiert Schimanski darüber, dass er mit dem V-Mann Gerhardt Hollai gesehen wurde und Hollai als aufgeflogen gelten könne. Schimanski will sich daraufhin mit Hollai, einem früheren Freund und Kollegen, in seiner Dienstwohnung treffen, findet diese jedoch durchwühlt vor. Durch den Informanten Blickel, genannt Bombe, erfährt er, dass Hollai wahrscheinlich von dem Spielwarenhändler Kessenich in den Keller seines Ladens verschleppt worden ist. Als Schimanski zusammen mit Thanner dort eindringt, entdecken sie Kessenich in Gesellschaft zweier Schlägertypen und auch Hollai ist anwesend. Schimanski lässt Hollais Tarnung nun vollständig auffliegen, da er davon ausgeht, dass Kessenich ohnehin alles weiß. Auf dem Revier stellt sich Hollai die Frage, wer das Versteck wohl kannte, und Schimanski sucht umgehend Informant „Bombe“ auf, den er schwer misshandelt vorfindet.
Nun soll Hollai wieder als Polizist mit Schimanski zusammenarbeiten. Königsberg gibt Schimanski den Auftrag, auf ihn aufzupassen und eventuell herauszufinden, ob er nicht die Seiten gewechselt habe. Schimanski sucht nach Anhaltspunkten, wie es um Hollai steht, und begibt sich dazu auch zu Hollais Freundin Hanni, die eine Boutique führt. Als Hollai Schimanski bei Hanni überrascht, kommt es zu einer Kabbelei zwischen beiden, nachdem Schimanski Hollais wahre Identität gegenüber der jungen Frau preisgegeben hat. Beide werden von ihr aus dem Geschäft geworfen. Schimanski ist nicht verborgen geblieben, dass Hanni in Gerhardt Hollai verliebt ist.
Hollai bespricht mit den Kollegen seine Idee, wie man Kessenich dennoch dingfest machen könne und erzählt ihnen von einem geplanten Überfall auf einen Geldtransporter. Ein verlassenes Haus soll angeblich als Basis für den Überfall dienen, doch wird Schimanski misstrauisch aufgrund der billigen Lebensmittel, die er dort vorfindet. Hollai versucht dies alles plausibel zu erklären. Thanner informiert Schimanski darüber, dass Hanni sich mit Kessenich getroffen habe und in die tatsächliche Wohnung von Hollai gegangen sei. Als Schimanski Hollai aufsucht, entdeckt er sie dort. Hollai verhält sich zunehmend reservierter und auch leicht verstimmt Schimanski gegenüber. Erst recht, als Hanni sich mit Schimanski in einem Kaffeehaus trifft.
Der Tag, an dem der Überfall stattfinden soll, bricht an. Überraschend wird der Geldtransport an einer anderen Stelle als angenommen überfallen. Die Täter werden aber dennoch schnell gestellt, allerdings von Hollai allein, der seine Kollegen bewusst auf eine falsche Spur geführt hat, um Kessenich bei einer Verhaftung das Geld abnehmen zu können, indem er vorgibt, es als Beweismittel zu sichern. Er entkommt mit seiner Freundin Hanni ins Ausland, wo er einige Zeit später von Schimanski gestellt wird.

## Hintergrund und Produktion
- Günther Maria Halmer versuchte sich 1986 auch einmalig als Tatort-Kommissar Siggi Riedmüller.
- Nachdem Charles Brauer zweimal im Schimanski-Tatort zu sehen war (er spielte auch Schimanskis Gegenspieler im Kinofilm Zahn um Zahn von 1985), wurde er ab 1986 der Partner des Hamburger Tatort-Kommissars Stoever als Kommissar Brockmöller.
- Für diesen Tatort steuerte Marius Müller-Westernhagen das Lied Hier in der Kneipe fühl ich mich frei und drei weitere Songs bei. Westernhagen hatte mit George im Tatort Transit ins Jenseits zusammengearbeitet. Die Musik grenzt sich bewusst vom Rentnermilieu ab, in das Schimanski kurz eintaucht, mit Liedern wie Lustig ist das Zigeunerleben.
- Wie bereits im ersten Schimanski-Tatort ist erneut ein Werbeplakat für Sofortbildkameras zu sehen, diesmal nahe der Steinschen Gasse. Auf dem Plakat sieht man den Schauspieler Hansjörg Felmy, der in früheren Tatort-Folgen des WDR die Figur des Kommissar Haferkamp verkörperte. Felmy war Anfang der 80er-Jahre tatsächlich das Testimonial für einige TV-Werbespots einer Firma für Sofortbildkameras.
- Grenzgänger ist einer der wenigen Tatorte, in dem der Ausgangspunkt des Kriminalfalls kein Todesfall ist und es auch zu keinem Todesfall im Laufe der Geschichte kommt.
- Mit Ilse Hofmann als Regisseurin ist Grenzgänger die erste Tatortfolge, die eine Frau inszenierte.
- Schimanski und Thanner versuchen in einer Szene erfolglos, eine Schachkomposition (Matt in drei Zügen) aus einer Zeitung zu lösen. Der hinzukommende Königsberg erklärt beiden mit einem Blick, wie die Figuren dafür ziehen müssten, unter anderem der Läufer auf (das Feld) "D9". Im Normalschach, also abseits von Schachvarianten mit größeren Brettern, gibt es diese Koordinate jedoch nicht.

Die Dreharbeiten für diesen Tatort fanden in den Monaten April/Mai 1981 in Duisburg und München und Umgebung statt. Die Quote bei der Erstausstrahlung betrug 13,61 Mio. Zuschauer, was einem Marktanteil von 37,00 % entspricht.

## Kritik
- TV Spielfilm sah „Großdarsteller im Oldschool-Psychoduell“ und hob den Daumen.[3]

- Bei Moviepilot.de erhielt der Film 6,7 von 10 Punkten, was ein „ganz gut“ bedeutet.[4]